# 全国高等学校野球選手権富山大会
全国高等学校野球選手権富山大会（ぜんこくこうとうがっこうやきゅうせんしゅけんとやまたいかい）は、富山県で開催されている全国高等学校野球選手権の地方大会。

## 使用される球場
- 富山市民球場
- 高岡西部総合公園野球場（愛称：ボールパーク高岡、2015年の準決勝・決勝で使用）
- 砺波市野球場
- 県営富山野球場
- 黒部市宮野運動公園野球場
- 高岡市営城光寺野球場（2019年まで使用）
- 魚津桃山運動公園野球場（2021年を除く）

## 大会結果
富山県勢は1916年（第2回大会）から参加、1920年（第6回大会）は不参加。
1977年（第59回大会）まで、地方大会も中止となった1941年（第27回大会）と一府県一代表が認められた1958年（第40回）・1963年（第45回）・1968年（第50回）・1973年（第55回）の記念大会を除いて、北陸大会や北越大会に参加していた。
- 北陸大会（第2回 - 第5回、第7回 - 第26回、第28回 - 第39回、第56回 - 第59回大会）
- 北越大会（第41回 - 第44回、第46回 - 第49回、第51回 - 第54回大会）

1978年（第60回）の記念大会を挟んで1979年（第61回大会）から正式に単独代表となった。
| 年度（大会）          | 校数 | 優勝校       | 決勝スコア | 準優勝校     | 備考     |
| --------------------- | ---- | ------------ | ---------- | ------------ | -------- |
| 1958年（第40回大会）  | 23   | 魚津         | 8 - 3      | 滑川         |          |
| 1963年（第45回大会）  | 30   | 富山商       | 1 - 0      | 新湊         |          |
| 1968年（第50回大会）  | 33   | 高岡商       | 5 - 1      | 富山北部     |          |
| 1973年（第55回大会）  | 37   | 富山商       | 5 - 2      | 高岡商       |          |
| 1978年（第60回大会）  | 41   | 石動         | 2 - 1      | 氷見         |          |
| 1979年（第61回大会）  | 41   | 桜井         | 8 - 4      | 高岡商       |          |
| 1980年（第62回大会）  | 41   | 新湊         | 6x - 5     | 富山商       |          |
| 1981年（第63回大会）  | 41   | 高岡第一     | 4 - 0      | 富山商       |          |
| 1982年（第64回大会）  | 42   | 高岡商       | 4 - 3      | 富山商       | 延長12回 |
| 1983年（第65回大会）  | 42   | 桜井         | 3x - 2     | 滑川         | 延長10回 |
| 1984年（第66回大会）  | 45   | 高岡商       | 2 - 1      | 不二越工     |          |
| 1985年（第67回大会）  | 46   | 高岡商       | 4 - 1      | 富山商       |          |
| 1986年（第68回大会）  | 47   | 新湊         | 8 - 2      | 高岡南       |          |
| 1987年（第69回大会）  | 48   | 高岡商       | 8 - 5      | 富山商       |          |
| 1988年（第70回大会）  | 48   | 富山商       | 3 - 0      | 高岡商       |          |
| 1989年（第71回大会）  | 49   | 富山商       | 3 - 0      | 不二越工     |          |
| 1990年（第72回大会）  | 49   | 桜井         | 5 - 2      | 高岡第一     |          |
| 1991年（第73回大会）  | 49   | 富山商       | 22 - 2     | 不二越工     |          |
| 1992年（第74回大会）  | 49   | 高岡商       | 4 - 1      | 新湊         |          |
| 1993年（第75回大会）  | 49   | 不二越工     | 7 - 3      | 高岡商       |          |
| 1994年（第76回大会）  | 48   | 富山商       | 18 - 11    | 高岡向陵     |          |
| 1995年（第77回大会）  | 48   | 高岡商       | 14 - 0     | 富山商       |          |
| 1996年（第78回大会）  | 48   | 富山商       | 3 - 1      | 高岡向陵     |          |
| 1997年（第79回大会）  | 47   | 新湊         | 10 - 6     | 富山商       |          |
| 1998年（第80回大会）  | 49   | 富山商       | 5 - 4      | 氷見         |          |
| 1999年（第81回大会）  | 49   | 新湊         | 4 - 3      | 高岡第一     |          |
| 2000年（第82回大会）  | 48   | 富山商       | 14 - 1     | 高岡商       |          |
| 2001年（第83回大会）  | 50   | 滑川         | 5 - 4      | 高岡第一     |          |
| 2002年（第84回大会）  | 50   | 富山商       | 6 - 2      | 氷見         |          |
| 2003年（第85回大会）  | 50   | 富山商       | 9 - 7      | 富山第一     |          |
| 2004年（第86回大会）  | 50   | 富山商       | 8x - 7     | 高岡商       |          |
| 2005年（第87回大会）  | 50   | 高岡商       | 15 - 9     | 高岡第一     |          |
| 2006年（第88回大会）  | 51   | 福岡         | 6 - 5      | 砺波工       |          |
| 2007年（第89回大会）  | 51   | 桜井         | 5 - 4      | 富山商       |          |
| 2008年（第90回大会）  | 51   | 高岡商       | 3 - 2      | 新湊         |          |
| 2009年（第91回大会）  | 52   | 南砺総合福野 | 5 - 4      | 高岡商       |          |
| 2010年（第92回大会）  | 51   | 砺波工       | 6 - 3      | 富山第一     |          |
| 2011年（第93回大会）  | 49   | 新湊         | 5 - 4      | 富山国際大付 |          |
| 2012年（第94回大会）  | 48   | 富山工       | 15 - 8     | 富山商       |          |
| 2013年（第95回大会）  | 48   | 富山第一     | 4 - 2      | 桜井         |          |
| 2014年（第96回大会）  | 48   | 富山商       | 9 - 3      | 高岡商       |          |
| 2015年（第97回大会）  | 48   | 高岡商       | 5 - 2      | 富山東       |          |
| 2016年（第98回大会）  | 47   | 富山第一     | 8 - 0      | 富山商       |          |
| 2017年（第99回大会）  | 47   | 高岡商       | 8 - 2      | 高朋         |          |
| 2018年（第100回大会） | 48   | 高岡商       | 14 - 4     | 富山第一     |          |
| 2019年（第101回大会） | 48   | 高岡商       | 7 - 4      | 富山第一     |          |
| 2020年（独自大会）    | 46   | 高岡第一     | 1 - 0      | 石動         |          |
| 2021年（第103回大会） | 43   | 高岡商       | 11 - 4     | 高岡第一     |          |
| 2022年（第104回大会） | 42   | 高岡商       | 12 - 11    | 氷見         |          |
| 2023年（第105回大会） | 40   | 富山商       | 7 - 3      | 富山北部     |          |
| 2024年（第106回大会） | 40   | 富山商       | 7 - 6      | 富山北部     |          |
| 2025年（第107回大会） | 38   | 未来富山     | 13 - 7     | 高岡商       |          |

## 放送体制
- テレビ・ラジオとも、NHK富山放送局（テレビ・ラジオとも準決勝から、2018年までラジオは準々決勝から）にて中継。2021年は東京オリンピック中継の日程と重なりテレビのみサブチャンネルで中継する。
- 2007年よりケーブルテレビ富山では、県営富山球場の1回戦から準々決勝までの試合を生中継、夜の放送では、当日に高岡市営城光寺野球場で行われた試合をダイジェスト放送する。2012年より2つのコミュニティチャンネルを使い県営富山・城光寺野球場の同時生中継を行うようになった。2014年は準決勝・決勝も生中継される。2017年はバーチャル高校野球で決勝戦が、2018年は準決勝・決勝戦が配信された[1][2]。
- 高岡ケーブルネットワークでは3つのチャンネルを使い高岡西部・県営富山・砺波の試合を同時生中継（1回戦から準々決勝まで）
- となみ衛星通信テレビでは砺波市野球場の試合を生中継。

## 朝日新聞社の社旗
朝日新聞社の4本社1支社の管轄区分において、富山県は大阪本社の管轄区域だが、1989年秋から2011年春まで東京本社の管轄区域だった時期がある。朝日新聞社の社旗は西日本版（大阪本社、西部本社、名古屋本社）と東日本版（東京本社、北海道支社）の2種類あり、各地方大会で用いられる朝日新聞社の社旗も管轄区域に準じる。富山大会は西日本版の社旗と東日本版の社旗（第72回大会から第92回大会まで）のどちらも用いたことがある珍しい地方大会でもある。